# Anne Kihlgren
Anne Kihlgren, född 1 augusti 1964, är en svensk forskare och entreprenör.
Anne Kihlgren avlade en licentiatexamen i biokemi på Linköpings Universitet.
Hon började jobba med DNA-teknologi på Statens Kriminaltekniska Laboratorium (SKL) i Linköping. Här mötte hon sin medgrundare till bolaget Dynamic Code som började tillhandahålla faderskaps- och släkskapsanalyser. Företaget har numera övergått till att erbjuda självtester för privatpersoner som genom DNA-analyser kan diagnostisera sjukdomar såsom könssjukdomar, laktos- och glutenintolerans samt halsfluss. Under våren 2020 utvecklade Anne Kihlgren och hennes team ett självtest för pågående covid-19 infektion och är en officiell samarbetspartner till Folkhälsomyndigheten.
Anne Kihlgren blev utsedd till Sveriges viktigaste kvinnliga grundare 2020 av Dagens Industri.